# 斑鳞鱼属
斑鳞鱼属（学名：Psarolepis，/sæˈrɒlɪpɪs/；psārolepis，来自于希腊语ψαρός（斑点）和λεπίς（鱗片））是一属已灭绝的肉鳍鱼，生活在约4.18亿至3.97亿年前（普里道利世至洛赫考夫期）。古生物学家于晓波于1998年在华南地区发现了斑鳞鱼属化石。目前尚不清楚斑鳞鱼属属于哪一类，但古生物学家一致认为，它可能是一个基干属，似乎与肉鳍鱼和辐鳍鱼的共同祖先很接近。2001年，古生物学家John Albert Long将斑鳞鱼属与爪齿鱼目进行了比较，并指出了它们的联系。

## 描述
斑鳞鱼属有一对“副交感齿轮齿”，牙齿在下颌前部向上延伸。头部由几块厚厚的真皮板组成，上面布满了深深的麻点和粗大的毛孔。该属的另一个特点是胸鳍前面有一个很大的胸椎，从肩带向后延伸，背脊位于头后正中鳍的前面，这使得斑鳞鱼属具有鲨鱼般的外形。
斑鳞鱼属身上有麻点的头部里含有一层瓷器般的齿鳞质。由于齿鳞质层掩盖了颅骨的缝合线，所以很难研究确切的骨骼结构。鼻子奇怪地隆起，鼻孔位于眼睛上方，眼睛正好在上颚上方。
最引人注目的发现是鳍棘。已知有两种：一种从肩带向后延伸，另一种与背鳍相关。这些鳍刺只在原始的有颚鱼类中发现过，在最原始的鲨鱼身上没有这些鳍刺，但它们以更为衍生的形式大量存在。
斑鳞鱼属的牙齿在鼻子的正前方，齿板上有大尖牙。其牙齿突出的特征是“副交感轮齿”，它将牙齿排列成了爪齿鱼目的顺序。前颌骨和牙齿有大的内齿和不规则排列的微小外齿。

## 发现

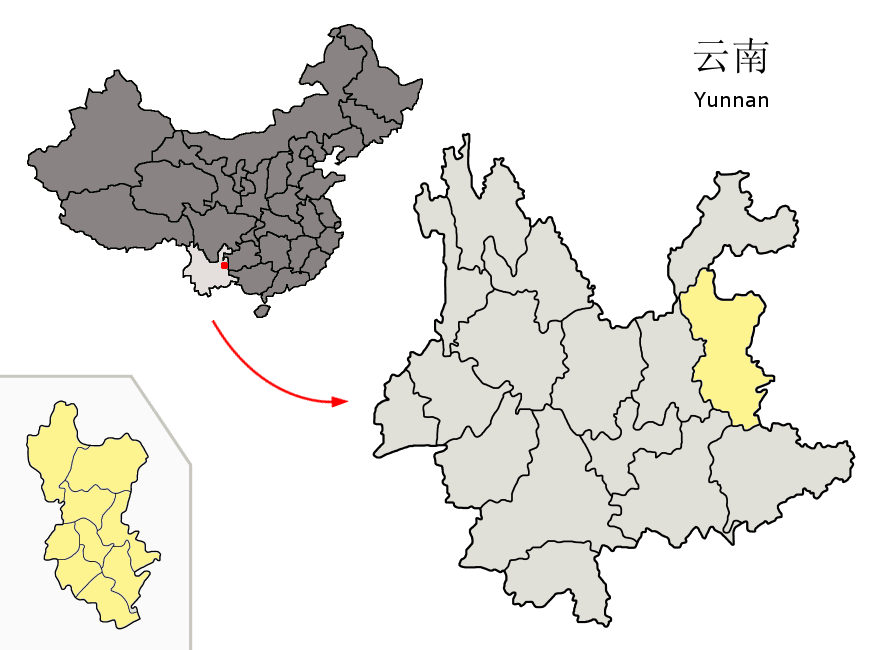
曲靖地区（黄色）在中国云南省境内的位置，在那里发现了斑鳞鱼属化石

该属在云南曲靖市西北约10公里处的玉龙寺组、西山村组和西屯组同一地点被发现。其他史前肉鳍鱼类也随着斑鳞鱼属一起被发现，比如杨氏鱼属和奇异鱼属。古生物学家朱敏及其同事于1981年和1984年收集了斑鳞鱼属的遗骸，它们的年代可以追溯到早泥盆纪和晚志留纪时期。在越南也发现了其他斑鳞鱼属化石，也可以追溯到晚志留纪，但对这种鱼的描述是基于来自中国的化石材料，因为后者保存得更好。

## 分类史

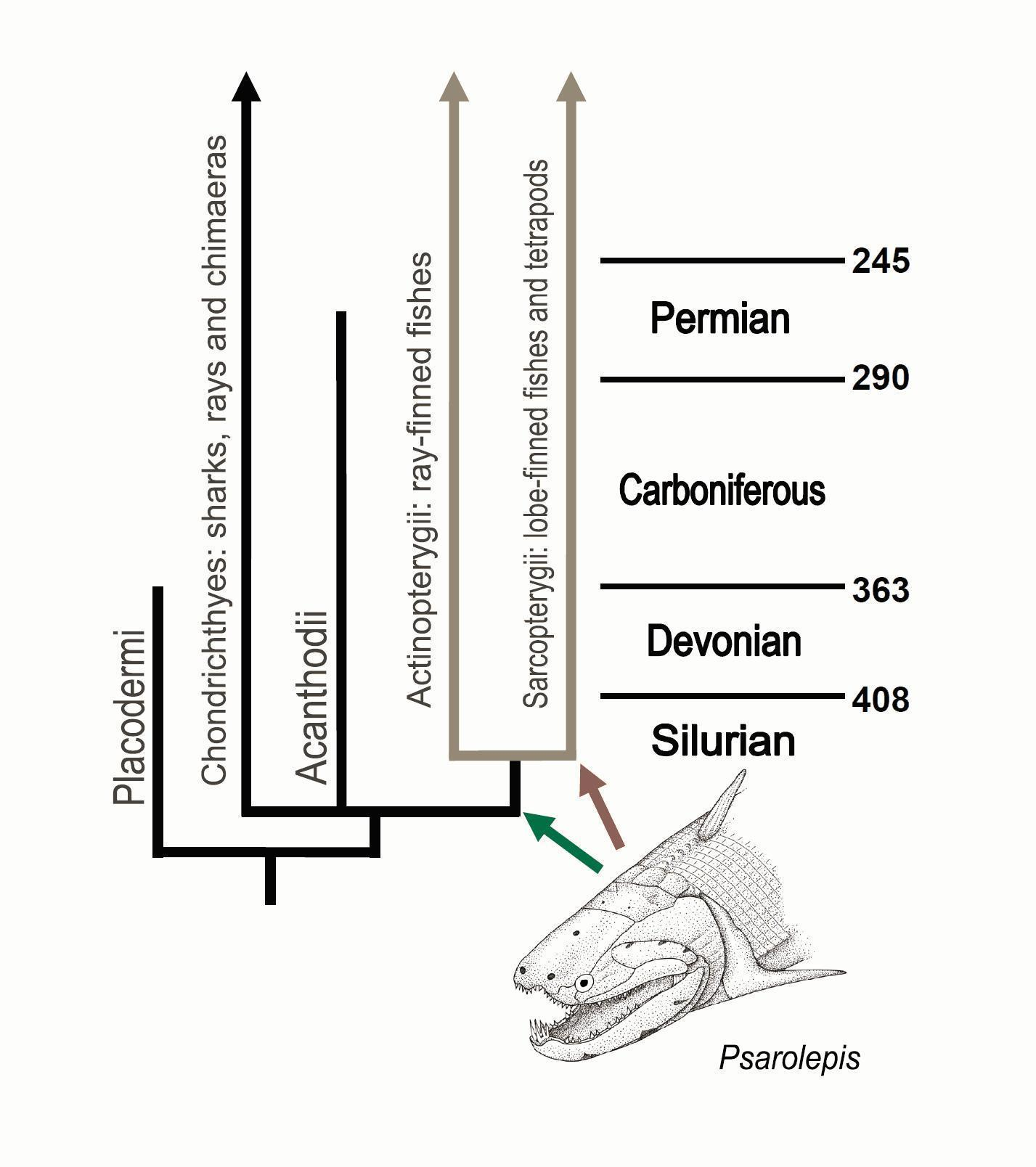
鱼类的演化关系和斑鳞鱼属的模糊位置。红色箭头显示斑鳞鱼属为基底肉鳍鱼，绿色箭头为最初具有骨质的鱼。

当斑鳞鱼属在1998年第一次描述时，它被归为肉鳍鱼类，因为它的头骨和下颚与原始肺鱼相似。1999年朱等人由于不知道这是最原始的肉鳍鱼还是最原始的硬骨鱼类，所以无法在演化分支图中找到斑鳞鱼属。
斑鳞鱼属有一些硬骨鱼类所不具备的特征，例如位于头部后面的正中棘，这在鲨鱼和棘鱼纲中很常见，胸椎从肩带向后延伸，这在一些石首鱼身上也有发现。后来，在2001年，朱和舒尔茨提出了一个依据更多的假设，认为斑鳞鱼属很可能是一种基干硬骨鱼。
同一年，他重新检查了这种鱼的系统发育位置，指出了斑鳞鱼属和爪齿鱼目之间的一些相似之处。他还指出，旋转齿螺纹的存在与头骨中的其他特征相结合，可能在肩带中，这表明斑鳞鱼属更适合作为爪齿鱼属的姊妹分类群，是爪齿鱼目中最基干的成员。此外，Long在提到从西澳大利亚果戈组收集到的新化石时说，斑鳞鱼属和爪齿鱼属都是基底硬骨鱼类，比其他肉鳍鱼类更原始。

## 脚注
1. 1 2  Benton, M. J. (2005): Vertebrate Palaeontology, page 65.
2. 1 2  Zhu; Yu; Janvier, 1999.
3. ↑  Ahlberg, 1999.
4. ↑  Ahlberg, Per Erik, ed. (2001). pp. 289–314.
5. ↑  Long, 2001.